# Poule de Malines
Pour les articles homonymes, voir Malines.
 (mars 2024).
Si vous disposez d'ouvrages ou d'articles de référence ou si vous connaissez des sites web de qualité traitant du thème abordé ici, merci de compléter l'article en donnant les références utiles à sa vérifiabilité et en les liant à la section « Notes et références ».
La poule de Malines ou coucou de Malines est une race de poule domestique.

## Description

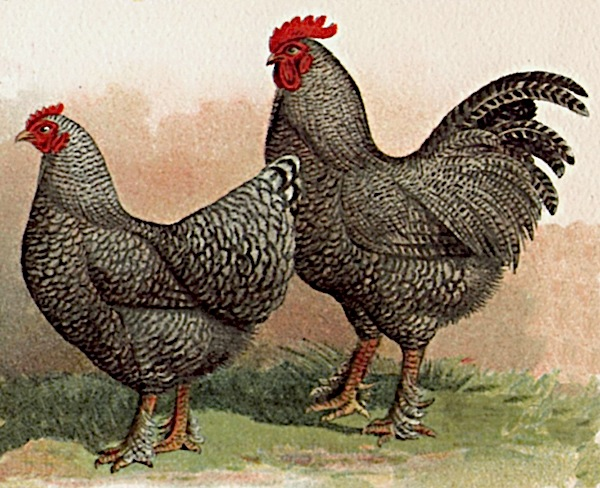
Coucou de Malines

C'est une volaille de chair précoce de grande taille, rustique, massive, large et volumineuse, avec un dos long à l'horizontal. La poitrine est bien descendue, la queue courte et portée presque à l'horizontale.
C'est une grosse productrice de chair blanche très fine qui peut être engraissée vers l'âge de 3 mois pour donner de gros poulets tendres.
D'un tempérament familier, elle peut être tenue en parcours restreint et la poule est une pondeuse d'automne et d'hiver.

### Origine
Elle est originaire de Malines, en Belgique, où des poules indigènes au plumage coucou sont croisées avec des races asiatiques pattues vers 1850, afin d'obtenir un poulet de chair à la croissance rapide. Vers 1890 et 1891, des amateurs sélectionnent cette volaille en se basant sur les critères du type et de la couleur. Elle est reconnue par le standard officiel le 15 juin 1898. Un quart de siècle plus tard, la Malines envahit le marché bruxellois sous la dénomination de « poulet de Bruxelles ». Sa renommée dépasse alors les frontières de la Belgique.

### Standard
- Masse idéale : Coq : 4 à 5 kg ; Poule : 3 à 4 kg
- Crête : simple
- Oreillons : rouges
- Couleur des yeux : rouge-orangé
- Couleur de la peau : blanche
- Couleur des tarses : clairs
- Variétés de plumage : Blanc, bleu, noir, coucou, noir à camail doré, noir à camail argenté, coucou à camail doré, blanc herminé noir
- Œufs à couver : 65 g, coquille brune
- Diamètre des bagues : Coq : 27 mm ; Poule : 24 mm

## Sources
- Le Standard officiel des volailles (Poules, oies, dindons, canards et pintades), édité par la SCAF.
- Le Standard des races belges (Belgique).